# Leucargyra
Leucargyra is een geslacht van vlinders van de familie grasmotten (Crambidae), uit de onderfamilie Schoenobiinae.

## Soorten
- L. puralis Hampson, 1895
- L. xanthoceps Hampson, 1919